# Vladimír Miko
Vladimír Miko (* 22. März 1943 in Krupina; † 30. Dezember 2017 in Prag) war ein tschechoslowakischer Tischtennisspieler, der in den 1960er Jahren zweimal Europameister wurde.

## Werdegang
Vladimír „Vlado“ Miko begann mit dem Tischtennisspielen 1951 beim Verein STO Tatran Krupina und wechselte 1957 zu Sparta Prag, wo er von Ladislav Štípek und Ludvík Vyhnanovský trainiert wurde.
1959 wurde er in die Nationalmannschaft der ČSR berufen, der er bis 1971 angehörte. Zahlreiche internationale Erfolge erzielte Miko mit seinem Landsmann Jaroslav Staněk als Doppelpartner. Von 1959 bis 1969 nahm er an sieben Weltmeisterschaften teil. Dabei kam er 1967 im Doppel mit Staněk bis ins Halbfinale. Viermal wurde er mit der Mannschaft Fünfter. Für die Europameisterschaften wurde er fünfmal nominiert. Hier war er 1964 und 1966 am erfolgreichsten. 1964 wurde er Europameister im Doppel und Vizeeuropameister im Mixed mit Marta Lužová. Außerdem holte er mit der ČSSR-Mannschaft Bronze. Zwei Jahre später holte er Silber im Einzel hinter dem Schweden Kjell Johansson und Silber im Doppel, Gold gewann er im Mixed mit Lužová.
Bei den Internationalen Deutschen Meisterschaften siegte das Doppel 1966 und 1968, das Mixed mit Marta Lužová wurde 1965 und 1968 Erster und 1966 Zweiter. Im Doppel mit Staněk gewann er 1966 bei der Internationalen Österreichischen Meisterschaft, weitere Erfolge konnten sie bei den Internationalen Meisterschaften von Skandinavien, der ČSSR und von Polen sowie in Moskau erzielen. Im Einzel gewann Miko fünfmal die ČSSR-Meisterschaft.
Die nationale Rangliste führte Miko 1965 an, in der ITTF-Weltrangliste wurde er Mitte 1967 auf Platz neun geführt.

## Ende der aktiven Laufbahn
Nach 1970 trat Miko international nicht mehr in Erscheinung. Später arbeitete er als Trainer, von 1971 bis 1973 als Nationaltrainer in Luxemburg, danach trainierte er bis 1990 die Männerauswahl der Tschechoslowakei. Bis 2009 war er Präsident der tschechischen Sektion des Swaythling Club International.

## Turnierergebnisse
| Verband | Veranstaltung       | Jahr | Ort       | Land | Einzel        | Doppel        | Mixed         | Team |
| ------- | ------------------- | ---- | --------- | ---- | ------------- | ------------- | ------------- | ---- |
| TCH     | Europameisterschaft | 1970 | Moskau    | URS  |               | Viertelfinale | Viertelfinale |      |
| TCH     | Europameisterschaft | 1968 | Lyon      | FRA  | letzte 16     | Viertelfinale | Viertelfinale |      |
| TCH     | Europameisterschaft | 1966 | London    | ENG  | Silber        | Silber        | Gold          |      |
| TCH     | Europameisterschaft | 1964 | Malmö     | SWE  | letzte 16     | Gold          | Silber        | 3    |
| TCH     | Europameisterschaft | 1960 | Zagreb    | YUG  | letzte 16     | Viertelfinale |               | 3    |
| TCH     | Weltmeisterschaft   | 1969 | München   | FRG  | letzte 64     | Viertelfinale | letzte 16     | 7    |
| TCH     | Weltmeisterschaft   | 1967 | Stockholm | SWE  | Viertelfinale | Halbfinale    | Viertelfinale | 5    |
| TCH     | Weltmeisterschaft   | 1965 | Ljubljana | YUG  | letzte 32     | letzte 16     | Viertelfinale | 5    |
| TCH     | Weltmeisterschaft   | 1963 | Prag      | TCH  | letzte 64     | Viertelfinale | letzte 64     | 5    |
| TCH     | Weltmeisterschaft   | 1959 | Dortmund  | FRG  | letzte 256    | letzte 32     | letzte 128    | 5    |